# もっと (aikoの曲)
「もっと」は、aikoの楽曲。2016年3月9日に35作目のシングルとしてポニーキャニオンから発売された（品番：PCCA-15019）。

## 解説
- 前作「プラマイ」から4ヶ月弱ぶりのリリース。2014年のアルバム『泡のような愛だった』リリース後4本目となるシングル作品で、アルバムのリリースをはさまずシングルを4本連続でリリースするのはデビュー以来初めて。
- 自身の40代最初のシングル。
- 表題曲は恋の切なさを描写したポップチューンナンバー[4]。2016年1月1日未明にTBS系列で1回のみ放送された「new year CM 2016」で初披露され[5]、その後TBS系テレビドラマ『ダメな私に恋してください』主題歌として発表[5][6]。シングルリリース発表翌日の同年2月3日午前0時にフルサイズバージョンのラジオ放送が解禁された[4][7]。aikoはこの曲について、「この曲が出来た時、凄く嬉しくて何度も家のピアノを弾いて繰り返し歌いました。改めて本当に作れて良かったと思います」と話している[5][6]。なお、aikoは『ダメな私に恋してください』主演の深田恭子が1999年にリリースしたデビューシングル曲「最後の果実」でコーラスを務めていた[6]。
- シングル盤には表題曲のほか新曲2曲の計3曲が収録。aikoは収録曲について「3曲とも違う色をしている曲」と話している[8]。
- 初回限定盤のみカラートレイ、8ページブックレット仕様。ただし初回ブックレットの発売日が2015年で記載されている。

### プロモーション・ミュージックビデオ
2016年2月23日にYouTubeでテレビCM用の30秒映像が公開され、2月24日には同じくYouTubeでMVショートバージョンが公開された。

## 収録曲
| 全作詞・作曲: AIKO。 |                          |           |            |                |      |
| #                    | タイトル                 | 作詞      | 作曲・編曲 | 編曲           | 時間 |
| 1.                   | 「もっと」               | AIKO      | AIKO       | OSTER project  | 4:50 |
| 2.                   | 「問題集」               | AIKO      | AIKO       | Kano Kawashima | 4:18 |
| 3.                   | 「半袖」                 | AIKO      | AIKO       | OSTER project  | 5:50 |
| 4.                   | 「もっと(instrumental)」 | AIKO      | AIKO       | OSTER project  | 4:45 |
| 合計時間:            | 合計時間:                | 合計時間: | 19:44      |                |      |